# Nati nel 1623
| Questa pagina contiene informazioni ricavate automaticamente dalle voci biografiche con l'ausilio del template Bio e di un bot. L'aggiornamento è periodico e automatico e ricostruisce completamente la pagina. Se manca una persona in questa lista, sei pregato di non aggiungerla, ma accertati piuttosto che la sua voce biografica contenga il template Bio e che i dati anagrafici siano correttamente compilati. Se il template Bio manca, inseriscilo tu stesso o, in alternativa, metti l'avviso {{tmp\|Bio}} che ne segnala la mancanza. Se i dati riportati sono sbagliati, correggi direttamente la voce biografica; le modifiche saranno visibili in questa lista entro pochi giorni. Per chiarimenti vedi il progetto biografie. La lista contiene solo le 76 persone che sono citate nell'enciclopedia e per le quali è stato implementato correttamente il template Bio. Pagina aggiornata al 18 apr 2025. |

## Gennaio(1)
- 14 gennaio - Ferenc II Nádasdy, militare ungherese († 1671)

## Febbraio(3)
- 6 febbraio - Ferdinando Federico Egon di Fürstenberg-Heiligenberg, nobile tedesco († 1662)
- 15 febbraio - Onorio Domenico Caramella, letterato, poeta e religioso italiano († 1661)
- 21 febbraio - Giuseppe Maria Sebastiani, vescovo cattolico italiano († 1689)

## Marzo(2)
- 4 marzo - Jacob van der Does, incisore, pittore e disegnatore olandese († 1673)
- 27 marzo - Francesco Negri, presbitero, esploratore e scrittore italiano († 1698)

## Aprile(5)
- 11 aprile - Decio Azzolino il Giovane, cardinale italiano († 1689)
- 20 aprile - Olimpia Aldobrandini, nobildonna italiana († 1681)
- 20 aprile - Pirro De Capitani, nobile e politico italiano († 1690)
- 27 aprile - Giselda Zamoyska, principessa polacca († 1672)
- 30 aprile - François de Montmorency-Laval, vescovo cattolico francese († 1708)

## Maggio(3)
- 27 maggio - William Petty, filosofo, medico e economista inglese († 1687)
- 30 maggio - John Egerton, II conte di Bridgewater, nobile inglese († 1686)
- 30 maggio - Wallerant Vaillant, pittore, disegnatore e incisore olandese († 1677)

## Giugno(4)
- 8 giugno - Paluzzo Paluzzi Altieri degli Albertoni, cardinale e arcivescovo cattolico italiano († 1698)
- 15 giugno - Cornelis de Witt, politico olandese († 1672)
- 19 giugno - Blaise Pascal, matematico, fisico e filosofo francese († 1662)
- 25 giugno - Giuseppe Tricarico, compositore italiano († 1697)

## Luglio(3)
- 6 luglio - Jacopo Melani, compositore, organista e cantante italiano († 1676)
- 14 luglio - Edvige Sofia di Brandeburgo, principessa prussiana († 1683)
- 24 luglio - Giuseppe Vittorio Alberti d'Enno, vescovo cattolico italiano († 1695)

## Agosto(8)
- 4 agosto - Federico Casimiro di Hanau, conte tedesco († 1685)
- 5 agosto - Alberto Sigismondo di Baviera, vescovo cattolico tedesco († 1685)
- 5 agosto - Antonio Cesti, compositore italiano († 1669)
- 10 agosto - Lorenzo Crasso, nobile, letterato e poeta italiano († 1691)
- 18 agosto - Pieter Janssens Elinga, pittore olandese († 1682)
- 23 agosto - Stanisław Lubieniecki, teologo, astronomo e storico polacco († 1675)
- 25 agosto - Filippo Lauri, pittore italiano († 1694)
- 26 agosto - Johann Sigismund Elsholtz, medico e naturalista tedesco († 1688)

## Settembre(4)
- 6 settembre - Sidonia Elisabetta di Salm-Reifferscheidt, nobildonna tedesca († 1686)
- 10 settembre - Carpoforo Tencalla, pittore svizzero († 1685)
- 21 settembre - Jean-Boniface Festaz, filantropo e politico italiano († 1682)
- 23 settembre - Stefano degli Angeli, matematico e filosofo italiano († 1697)

## Ottobre(4)
- 9 ottobre - Ferdinand Verbiest, gesuita, missionario e astronomo fiammingo († 1688)
- 12 ottobre - Pietro Furga, giurista italiano († 1667)
- 17 ottobre - Francesco Turrettini, teologo svizzero († 1687)
- 27 ottobre - Herman Nauwincx, pittore, incisore e mercante olandese († 1670)

## Novembre(1)
- 28 novembre - Giovanni Battista Caccioli, pittore italiano († 1675)

## Dicembre(6)
- 1º dicembre - Cristiano Ludovico I di Meclemburgo-Schwerin, duca († 1692)
- 8 dicembre - Ernesto d'Assia-Rheinfels, nobile tedesco († 1693)
- 9 dicembre - Gundakar von Dietrichstein, principe e politico austriaco († 1690)
- 13 dicembre - Francesco Eschinardi, fisico e matematico italiano († 1703)
- 16 dicembre - Ercole Grimaldi, nobile monegasco († 1651)
- 28 dicembre - Elisabetta Augusta Christiansdatter, contessa danese († 1677)

## Senza giorno specificato(32)
- Tommaso Aversa, poeta e drammaturgo italiano († 1663)
- Hendrick van Balen il Giovane, pittore fiammingo († 1661)
- Bian Yujing, pittrice e musicista cinese († 1655)
- Carlo III di Créquy, diplomatico e generale francese († 1687)
- Abraham Conrad Buchau, scultore tedesco († 1701)
- Giovanni Battista Casella "de Annibale", scultore e stuccatore svizzero († 1678)
- Margaret Cavendish, scrittrice, filosofa e saggista inglese († 1673)
- Silvestro Chiesa, pittore italiano († 1657)
- Francesco Di Maria, pittore italiano († 1690)
- Giuseppe Diamantini, pittore, incisore e poeta italiano († 1705)
- George Downing, militare e diplomatico inglese († 1684)
- Francesco Luigi di Lorena, nobile francese († 1694)
- José de Garro, generale spagnolo († 1702)
- Giovanni Ghisolfi, pittore italiano († 1683)
- Andrea Guarneri, liutaio italiano († 1698)
- Mattheus van Helmont, pittore fiammingo
- Kirill Poluektovič Naryškin, nobile russo († 1661)
- Annibale Leonardelli, gesuita italiano († 1702)
- Jan Małachowski, vescovo cattolico polacco († 1699)
- Robert Nanteuil, pittore e incisore francese († 1678)
- Reinier Nooms, incisore, pittore e disegnatore olandese († 1664)
- Ángel de Peredo, spagnolo
- Franz Pfyffer von Altishofen, ufficiale svizzero († 1696)
- John Playford, editore musicale e compositore inglese († 1686)
- François de Poilly, incisore francese († 1693)
- Henry Power, medico britannico († 1668)
- Sisto Reina, francescano, compositore e organista italiano
- Ottavio Scarlattini, teologo, filosofo e matematico italiano († 1699)
- Algernon Sidney, politico inglese († 1683)
- Girolamo Vitali, astrologo, matematico e religioso italiano († 1698)
- Maurizio da Correggio, nobile italiano († 1672)
- Joris van Son, pittore fiammingo († 1667)